# José María Obaldía
José María Obaldía (Treinta y Tres, 16 de agosto de 1925-Montevideo, 16 de julio de 2025) fue un escritor, lexicógrafo, maestro y narrador oral uruguayo. Fue autor de letras de canciones interpretadas por Los Olimareños y otros grupos musicales. Presidió la Academia Nacional de Letras del Uruguay entre 1999 y 2003.

## Biografía
Su obra fue mayormente de temática rural, abarca la poesía, el cuento, la novela y la literatura infantil. Se destaca como narrador oral, gracias a su experiencia  acumulada en sus primeros años de vida en las zonas rurales del departamento de Treinta y Tres, en cuya capital nació. Julio C. da Rosa decía de él que es capaz de «contar sabrosamente como a pocos hemos sentido».
Sus poemas han sido interpretados por cantantes y grupos musicales como Los Olimareños, Teresita Minetti, Los del Yerbal, Los Hidalgos, Wilson Prieto, Ricardo Comba, etc.
Fue maestro de enseñanza primaria y de adultos hasta 1978. Es lexicógrafo y ha colaborado en varias publicaciones literarias y en revistas especializadas como La educación del pueblo, entre otras.
En 1982 se editó en casete una serie de sus relatos humorísticos grabados en la fonoplatea de radio Sarandí.
En 1994 ingresó a la Academia Nacional de Letras del Uruguay, institución en la que fue recibido por Julio C. da Rosa y a la que presidió entre 1999 y 2003. Es miembro correspondiente de la Real Academia Española, la Academia Argentina de Letras y la Academia Chilena de la Lengua y miembro honorario de la Academia de la Cultura de Curitiba (Brasil).
Era el padre de la política, docente, periodista y conductora de televisión María Inés Obaldía.

## Obras
Literatura
- Veinte mentiras de verdad. Cuentos. Edit. Unión del Magisterio (1971), Ediciones de la Banda Oriental (1973, 1993, 1994, 1995, 2003, 2004), Cámara del Libro (1985). Premio Ministerio de Educación y Cultura (1994).
- Versos y canciones en la escuela. En colaboración con Luis Neira. Ediciones de la Banda Oriental, 1973. Premio Ministerio de Instrucción Pública.
- El gaucho. Complementación pedagógica de textos de Roberto Ares Pons. Ediciones de la Banda Oriental, 1973.
- Eduardo Fabini. Soneto. Primer Premio del concurso de la Asociación de Jubilados y Pensionistas Escolares, Centenario de Solís de Mataojo, 1974.
- Antología de la narrativa infantil uruguaya. En colaboración con Luis Neira. Ediciones de la Banda Oriental, 1978.
- Lejos... allá y ayer. Editorial Amauta, 1973. Primer premio concurso Editorial Acali y diario El Día, 1980.
- El habla del pago. Voces y paremias de la región de Treinta y Tres. Ediciones de la Banda Oriental (1988, 2001, 2006)
- Sol de recreo. Poemas. Editorial AULA, 1989.
- Historia de la literatura infantil juvenil uruguaya. En coautoría con Luis Neira. Universidad de Fráncfort del Meno, 1978.
- La bandera de jabalí. Novela histórica. Editorial Monteverde, 1993.
- El fantasma del bucanero. Novela histórica. Editorial Reconquista, 1995.
- Bautista el equilibrista. Cuatro cuentos y doce canciones. Ediciones de la Banda Oriental, 1997.
- Tres cuentos del tío. Ediciones de la Banda Oriental, 1997. Premio Ministerio de Educación.
- Como pata de olla. Cuentos. Ediciones de la Banda Oriental, 1997. Dibujos de Carlos Pieri.
- El matrero y otros cuentos en prosa. Cuentos. Ediciones de la Banda Oriental, 2001.
- Telmo Batalla y otras prosas viejas. Cuentos. Ediciones de la Banda Oriental, 2004.
- Cuentos del pago. Cuentos. Planeta, 2013.
- Entre dos luces. Cuentos. Ediciones de la Banda Oriental, 2020.

Discografía
- De los pagos de Obaldía (Canta Claro – el sello del Gallo, serie Agadu 1003, 1982)